# アンドレ・ルフェーブル
アンドレ・ルフェーブル（André Lefèbvre 、1894年8月19日 - 1964年5月4日）はフランスのカーデザイナー。スタイリストのフラミニオ・ベルトーニと手を組み、エンジニアデザイナーとしてシトロエンの代表的な名車を生み出している。

## 概要
元航空技術者で、航空機開発技術を学んで第一次世界大戦中に航空機メーカーのヴォワザンに入社、芸術家肌の社主ガブリエル・ヴォアザンに師事して軍用機の設計を行なった。
戦後ヴォワザンが高級車メーカーに業種転換すると高性能車の開発に携わった。
ヴォワザンの業績悪化に伴い退社、ルノーを経て1933年にシトロエン入りし、「シトロエン・トラクシオン・アバン」の開発を発案して異例な短期間のうちに完成させてみせた。
天才型の優秀な技術者であり、第二次世界大戦後には同社のチーフデザイナーとして、「シトロエン・2CV」に続いて、未来的な「金属バネのない」設計の傑作乗用車「シトロエン・DS」の開発にも携わっている。
この2(3)台は、カー・オブ・ザ・センチュリーのベスト10(15) にいずれも入っている。

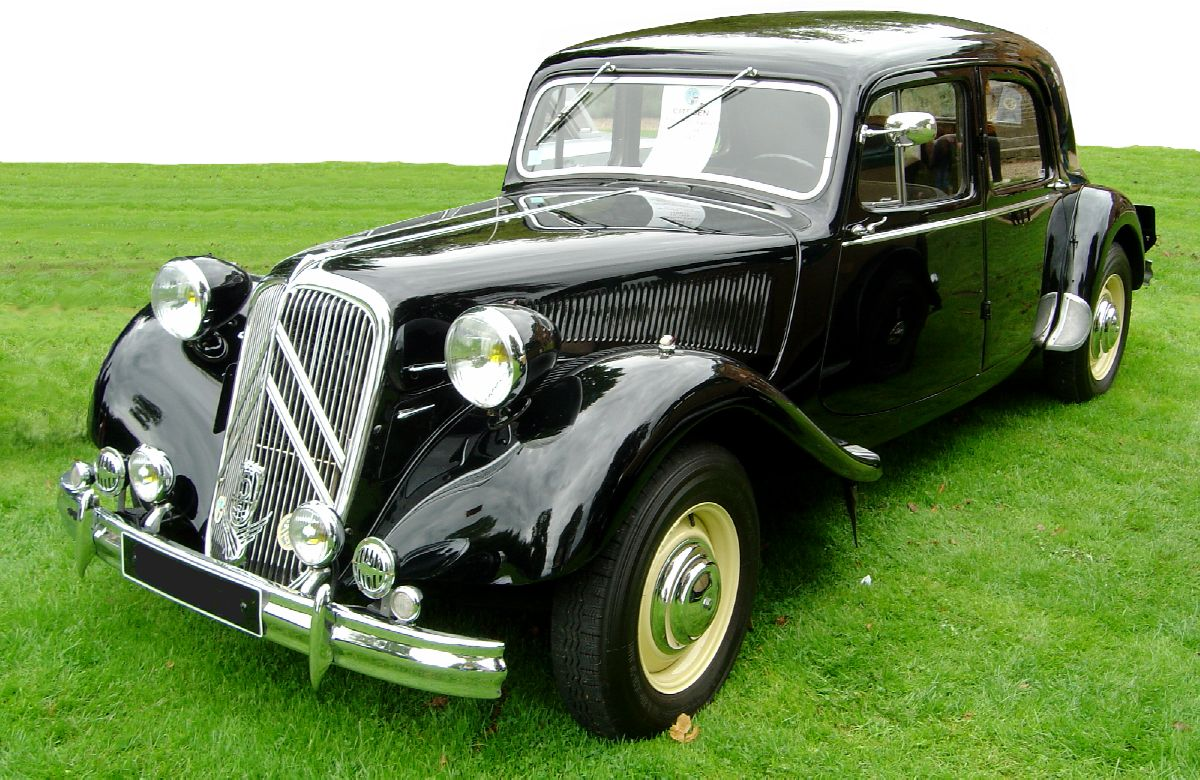
11CV
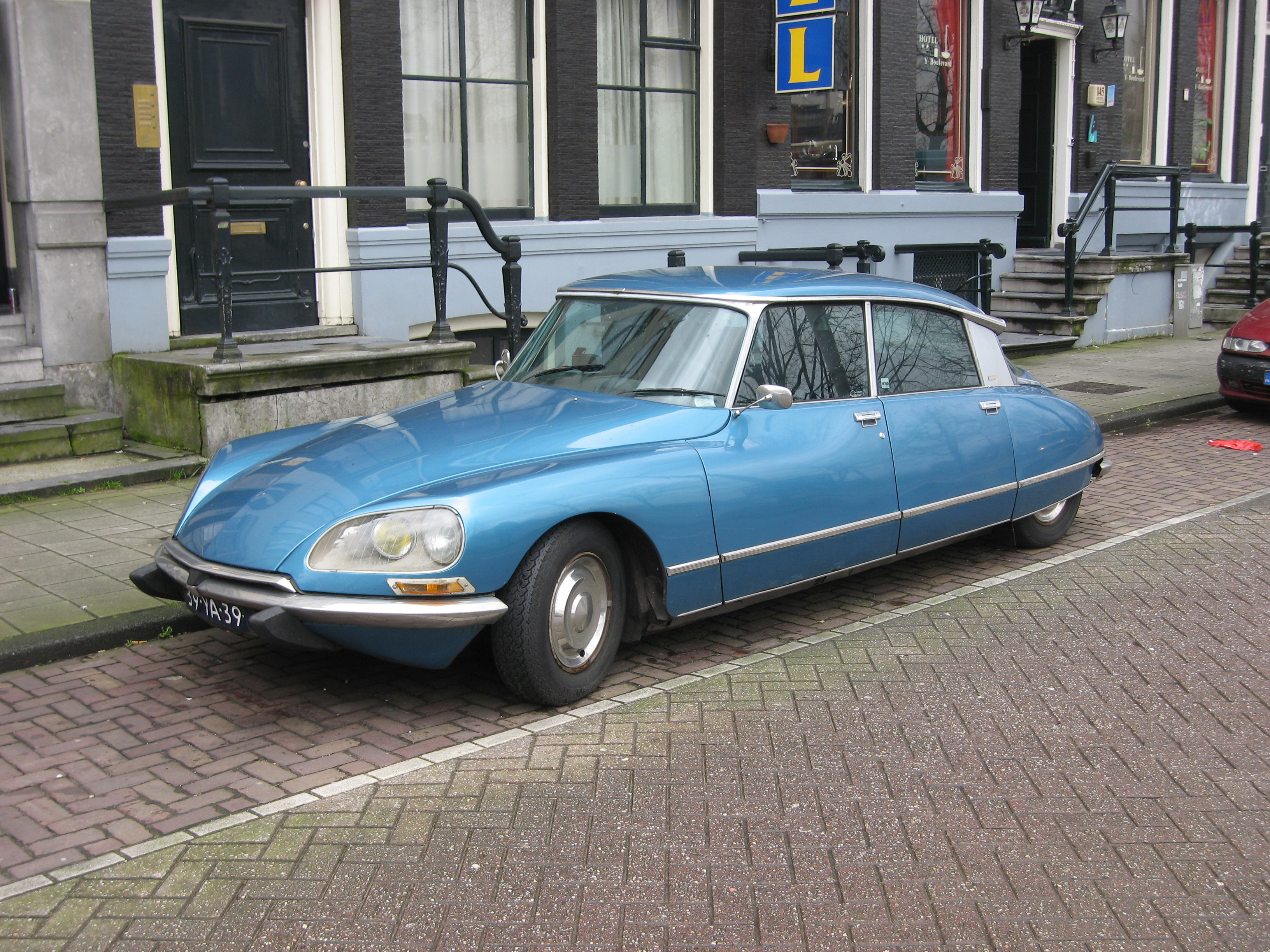
DS
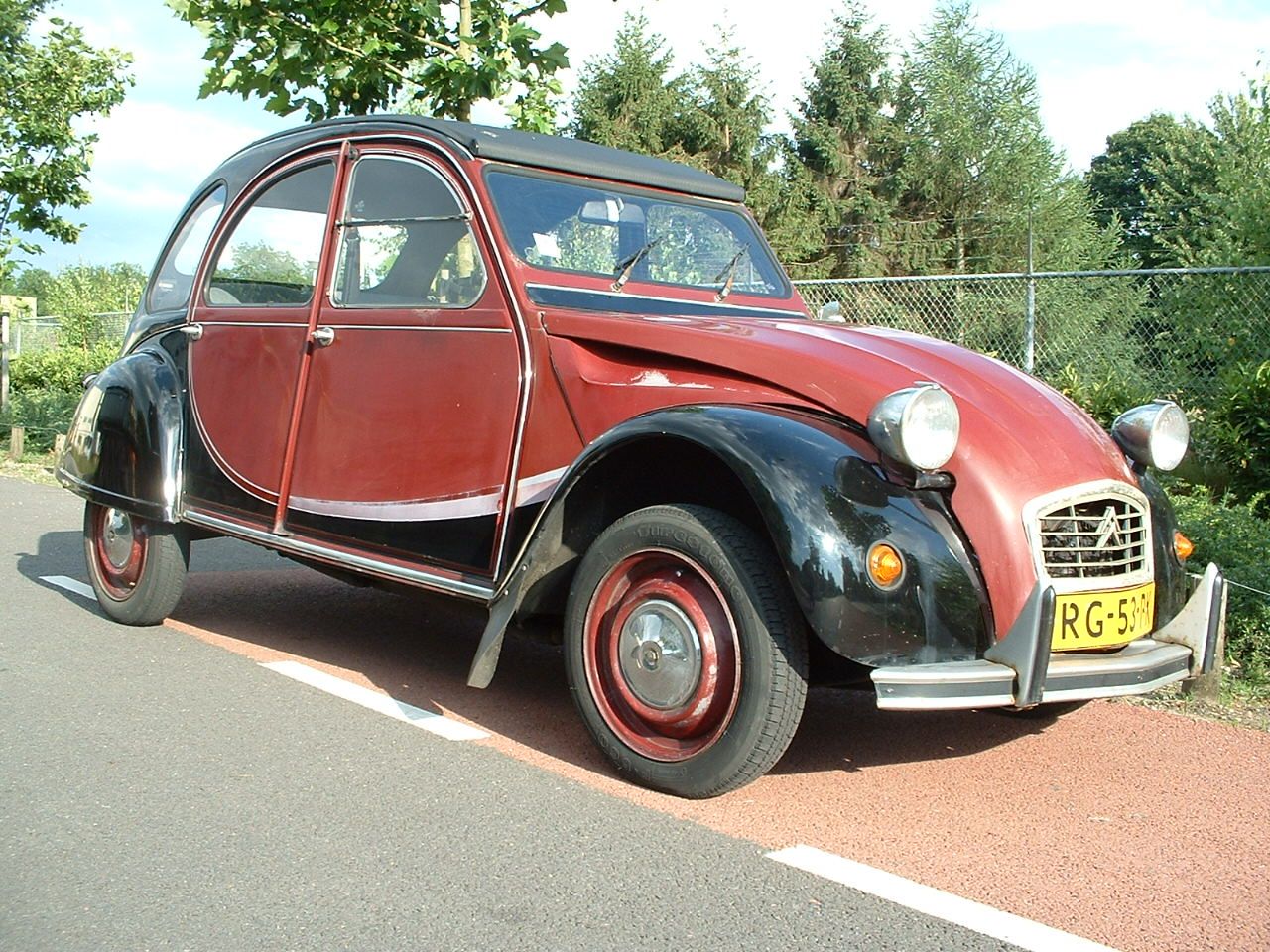
2CV6チャールストン
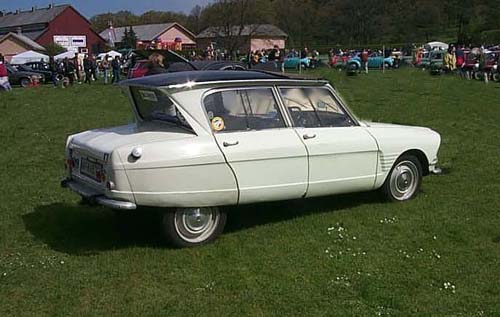
アミ6セダン

- 7～15CV
- 2CV
- DS
- Ami